# Плоєшті

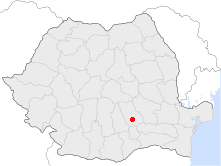
Положення у межах Румунії

Плоєшті, рідше Плоєшть (рум. Ploiești) — місто на півдні Румунії, адміністративний центр жудця Прахова. Населення 209,9 тис. осіб (2011).

## Історія
Плоєшті вперше з'являються в документах у XVI столітті, під час правління князя Волощини Михайла Хороброго. у XVII–XVIII сторіччях місто квітло як центр торгівлі та ремісничого виробництва. 1864 року відкрили дорогу, що сполучила Плоєшті з Брашовом, а 1882 року до міста провели залізницю. З того часу походять і багато шкіл та лікарень.
У середині ХІХ століття район Плоєшті став одним із провідних у світі нафтовидобувних і нафтопереробних центрів. У 1856–1857 роках брати Мехединцяну відкрили у місті перший у світі великий НПЗ. Історія також пам'ятає місто як осереддя самозваної «Республіки Плоєшті» — короткочасного повстання 1870 року проти румунської монархії.
Під час Першої світової війни нафтовидобуток у Плоєшті зробив місто мішенню для Центральних держав, які 1916 року вдерлися в Румунію, але операція британської армії під командуванням полковника Джона Нортона-Гріффітса знищила виробництво та підірвала більшу частину інфраструктури галузі.

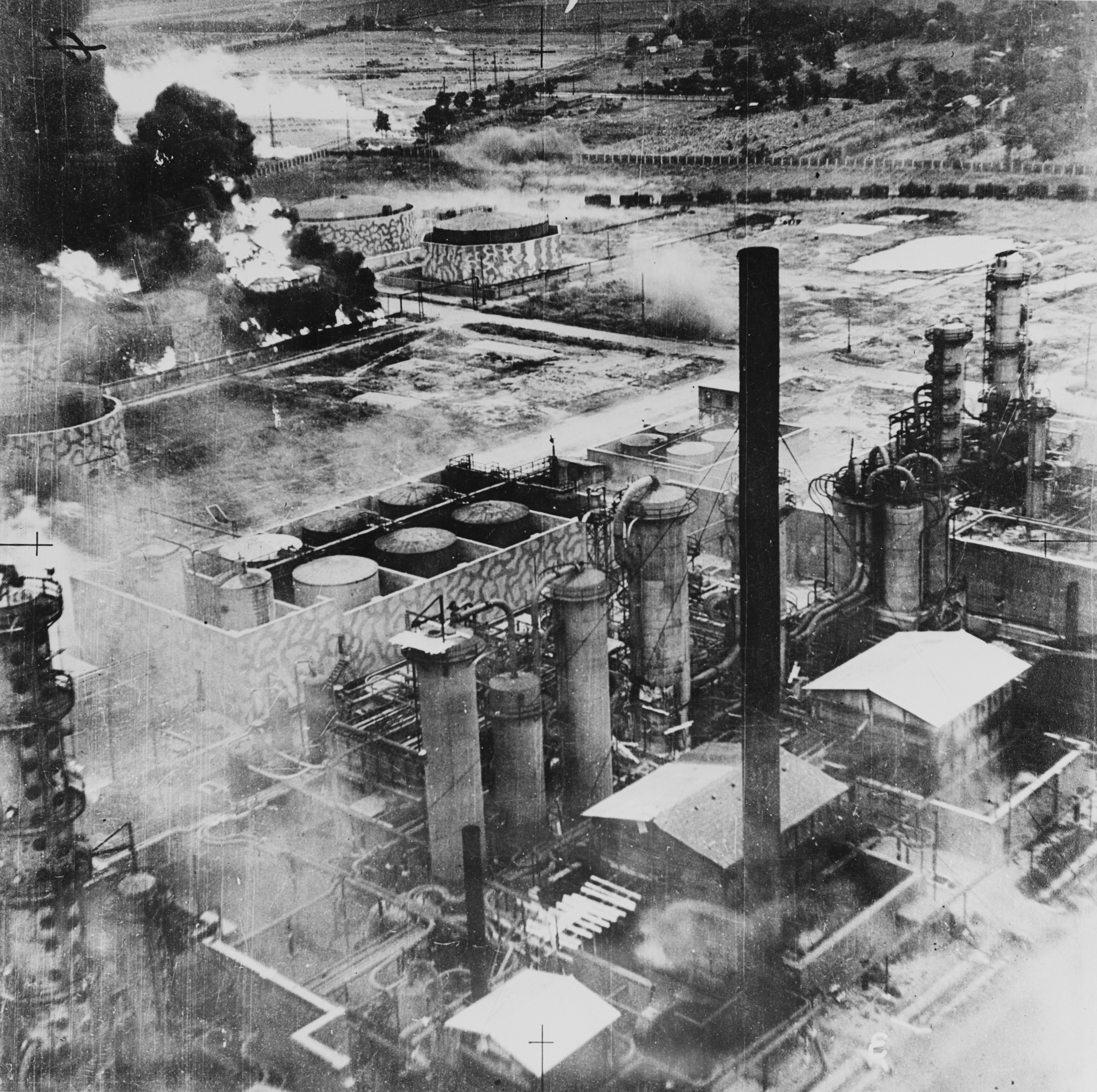
Нафтопереробний завод Columbia Aquila горить після нальоту бомбардувальників B-24 Liberator у ході операції «Припливна хвиля» 1943 року

Незважаючи на серйозні пошкодження після землетрусу у листопаді 1940 року, місто функціонувало як важливе1 джерело нафти для нацистської Німеччини протягом більшої частини Другої світової війни. Союзники обрали Плоєшті ціллю свого т. зв. «нафтового походу Другої світової війни» і неодноразово його бомбили,
як-от у червні 1942 р. (HALPRO = Halverson Project) і 1 серпня 1943 р. (операція «Припливна хвиля»), що оберталося великими втратами, не викликаючи при цьому жодної істотної затримки у видобутку чи виробництві. 24 серпня 1944 року місто зайняли війська радянської Червоної Армії.
Після війни новий комуністичний режим Румунії націоналізував нафтову промисловість, яка переважно була у приватній власності, здійснивши в цю галузь потужні капіталовкладення у спробі модернізувати країну та відшкодувати збитки, завдані війною.

## Економіка
У 1861 р. у районі Плоєшті розпочала роботу перша бурова установка, буріння свердловин почало поступово витісняти колодязний видобуток.
Плоєшті є центром головного нафтодобувного району Румунії. Також поблизу Плоєшті видобувається природний газ, буре вугілля, кам'яна сіль. Переважаючі галузі промисловості: нафтопереробна, машинобудування (устаткування для нафтопереробки та хімічної промисловості, підшипники, транспортні засоби), харчова промисловість. У Плоєшті побудовано великі хімічні (пластмаси, мийні засоби, отрутохімікати, фарби, гумові вироби), текстильні, скло-фаянсові підприємства, розвинені виробництво будівельних матеріалів, поліграфічна справа. Діє ТЕС.

## Музей нафти
Навесні 1957 р. у Румунії святкували сторіччя національної нафтової промисловості. Того ж року уряд країни ухвалив рішення про відкриття у Плоєшті — колисці румунської нафтової промисловості — Республіканського музею нафти. Цим же рішенням було поставлено завдання поєднати функції науково-дослідної організації у галузі історії нафтової промисловості та культурно-просвітницького закладу, який пропагував би історію нафтової галузі та техніки. Святкове відкриття музею відбулося 8 жовтня 1961 р. у День нафтовика.
Нині експозиція Музею нафти у Плоєшті розміщена на площі 1700 м² і включає у себе справжні історичні матеріали, унікальні пам'ятки нафтової науки ті техніки, діючі макети та моделі, демонстраційні установки та художні діорами, різноманітні аудіовізуальні засоби.

## Міста-побратими
- Дніпро, Україна
- Харбін, Китай
- Лефкас, Греція
- Хинчешти, Молдова
- Маракайбо, Венесуела
- Талса, Оклахома, США
- Радом, Польща

## Відомі мешканці міста
- Колотило Михайло — провідник Буковинського обласного проводу ОУН, православний священник. Помер в місті.
- Тома Караджиу — румунський актор.
- Костянтин Пархон — румунський вчений, медик-ендокринолог.
- Челестіна Попа — румунська гімнастка.
- Тома Соколеску — архітектор.
- Микита Станеску — поет, один із найвизначніших другої половини XX ст.
- Іон Лука Караджале — румунський письменний, драматург.[7]
- Штефан Ґеорґе Ніколау (1896—1967) — румунський вірусолог, мікробіолог і фізіолог.

## Виноски
↑  Джерела надають різні оцінки щодо румунського виробництва:
- 1942:  The Axis Oil Position in Europe, November 1942 від Hartley Committee підрахувало, що «румунські нафтові родовища» забезпечили 33% поставок «Осі».
- 1944: Плоєшті, за тридцять п'ять миль від Бухареста, постачало третину всього нафтового палива, яке Німеччина потребувала у воєнних цілях.
- 1999: Крихкі, концентровані потужності Бухареста забезпечували «60% поставок сирої нафти Німеччини»